# Supercoppa cipriota 2022 (pallavolo maschile)
La Supercoppa cipriota 2022, 29ª edizione della supercoppa nazionale di pallavolo maschile, si è svolta il 18 ottobre 2022: al torneo hanno partecipato due squadre di club cipriote e la vittoria finale è andata per la nona volta al Nea Salamis.

## Regolamento
La formula ha previsto una gara unica.

## Squadre partecipanti
| Squadra     | Qualificazione                                         |
| ----------- | ------------------------------------------------------ |
| Nea Salamis | Finalista Coppa di Cipro 2021-22                       |
| Omonia      | Vincitrice Coppa di Cipro 2021-22/A' katīgoria 2021-22 |

## Torneo
| 18 ottobre 2022 Kition Athletic Center, Larnaca Durata: 2h:31 - Spettatori: 500 | Omonia | 2 - 3 | Nea Salamis | 25-23, 31-29, 20-25, 20-25, 8-15 |